# McArthur (Familienname)
McArthur ist ein englischer Familienname.

## Herkunft und Bedeutung
McArthur ist ein Patronym und bedeutet Sohn des Arthur.

## Varianten
- MacArthur, Macarthur

## Namensträger
- Alex McArthur (* 1957), US-amerikanischer Schauspieler
- Clifton N. McArthur (1879–1923), US-amerikanischer Politiker
- Dan McArthur (1867–1943), schottischer Fußballtorwart
- Duncan McArthur (1772–1839), US-amerikanischer Politiker
- Edwin McArthur (1907–1987), US-amerikanischer Dirigent, Pianist und Komponist
- Hamish McArthur (* 2002), britischer Sportkletterer
- James McArthur (* 1987), schottischer Fußballspieler
- John McArthur, Jr. (1823–1890), US-amerikanischer Architekt
- John McArthur (General) (1826–1906), US-amerikanischer General
- Joy McArthur (* 1999), japanisch-US-amerikanische Hammerwerferin
- Ken McArthur (1882–1960), südafrikanischer Marathonläufer und Olympiasieger
- Kimberly McArthur (* 1962), US-amerikanische Schauspielerin und Playmate
- Liam McArthur (* 1967), schottischer Politiker
- Mannie McArthur (1882–1961), australischer Rugbyspieler
- Margaret McArthur (1919–2002), australische Ernährungswissenschaftlerin und Anthropologin
- Mark McArthur (* 1975), kanadischer Eishockeyspieler
- Megan McArthur (* 1971), US-amerikanische Astronautin
- Murray McArthur (* 1966), britischer Schauspieler
- Nicholas McArthur (Nicholas Douglas McArthur, * 2001), guyanischer Fußballspieler
- Stewart McArthur (* 1937), australischer Politiker
- William McArthur (Politiker) (1809–1887), irischer Geschäftsmann und Politiker, Lord Mayor of London
- William McArthur (Moderner Fünfkämpfer) (William Thad McArthur; * 1928), US-amerikanischer Moderner Fünfkämpfer
- William S. McArthur (* 1951), US-amerikanischer Astronaut